# Microzetes tanzicus
Microzetes tanzicus är en kvalsterart som först beskrevs av Sandór Mahunka 1983.  Microzetes tanzicus ingår i släktet Microzetes och familjen Microzetidae. Inga underarter finns listade i Catalogue of Life.